# Cryphia mongolica
Cryphia mongolica là một loài bướm đêm trong họ Noctuidae.